# Spinirta yintiaoling
Espèce
Spinirta yintiaoling est une espèce d'araignées aranéomorphes de la famille des Corinnidae.

## Distribution
Cette espèce est endémique de Chongqing en Chine,. Elle se rencontre dans le xian de Wuxi.

## Description
Le mâle holotype mesure 15,04 mm.

## Systématique et taxinomie
Cette espèce a été décrite par Wang, Lu et Zhang en 2023.

## Étymologie
Son nom d'espèce lui a été donné en référence au lieu de sa découverte, la réserve naturelle de Yintiaoling.

## Publication originale
- Wang, Irfan, Lu, Zhang & Zhang, 2024 : « Six species of the spider genus Spinirta Jin & Zhang, 2020 from southern China (Araneae: Corinnidae). » European Journal of Taxonomy, vol. 917, p. 74-93 (texte intégral).